# 기하중앙값

이 점들의 기하적 중앙값은 노란 점이다. 파란색은 질량 중심.

기하학에서, 기하학적 중앙값이란 유클리드 공간에서 어떤 점 집합에 대해, 집합에 속하는 점까지의 거리 합을 최소화하는 점이다. 이는 1차원의 점 집합에 대한 거리의 합을 최소화하는 특성을 갖는 중앙값(median)을 일반화하고, 더 높은 차원에서 중심 경향을 제공한다. 1-중앙값, 공간 중앙값,  유클리드 최소값 점,  또는 토리첼리 점 이라고도 불린다.
평면의 세 점(즉, 아래 정의에서  m = 3 및  n = 2)의 특별한 경우는 페르마의 문제(Fermat's Problem)라고도 알려져 있다. 이는 최소한의 슈타이너 수형도를 만들 때 발생하며, Pierre de Fermat 가 문제로 제기하고 Evangelista Torricelli 가 해결하였다.  이를 만족하는 점은 이제 세 개의 점 집합으로 형성된 삼각형의 페르마 포인트로 알려져 있다.  일부 출처에서는 Alfred Weber가 1909년 논의한 가중 거리의 합을 최소화하는 문제(일반 Weber의 문제)를 Fermat-Weber 문제라고 부르지만, 다른 출처에서는 가중치가 적용되지  않은 기하 중앙값 문제에 이 이름을 사용하기도 한다.

## 정의
어떤 m 개의 점 집합에 대해 {\displaystyle \mathbb {X} ^{m}=x_{1},x_{2},\dots ,x_{m}\,}, {\displaystyle x_{i}\in \mathbb {R} ^{n}}일 때,
{\displaystyle {\underset {y\in \mathbb {R} ^{n}}{\operatorname {arg\,min} }}\sum _{i=1}^{m}\left\|x_{i}-y\right\|_{2}}
이 기하학적 중앙값이다.
여기서 arg min은 인수의 값을 의미한다. 즉, {\displaystyle y}의 합을 최대한 작게 만드는 것이다.

## 특수한 상황들
- 한 직선 위에 있지 않은 세 점의 경우 어떤 한 각이 120° 이상이면 기하학적 중앙값은 그 각도의 꼭짓점이다. (이러한 점이 최대 1개인 것은 자명) 반면, 모든 각도가 120°보다 작은 경우 기하 중앙값은 세 쌍의 삼각형 꼭지점에 대해 120°의 각도를 이루는 삼각형 내부의 점이다.[1] 이러한 점을 삼각형의 페르마 포인트(Fermat point) 이라고도 한다. (세 점이 동일선상에 있는 경우 기하 중앙값은 다른 두 점 사이의 점이다.)
- 한 평면 상의 4개의 점인 경우, 한 점이 나머지 세 점으로 이루어진 삼각형의 내부에 있으면 (혹은 볼록포가 삼각형이면) 내부에 존재하게 되는 점이 기하 중앙값이다. 볼록포가 사각형이라면, 기하학적 중앙값은 변이 아닌 두 대각선의 교점이다.

## 계산
기하 중앙값은 이해하기 쉬운 개념임에도 불구하고 이를 계산하는 것은 쉬운 일이 아니다. (영문 위키피디아 참고)

## 기하 중앙값의 특성
주어진 모든 점 x i  와 y가 서로 다른 경우, y는 다음 상황에서 기하 중앙값이다.
{\displaystyle 0=\sum _{i=1}^{m}{\frac {x_{i}-y}{\left\|x_{i}-y\right\|}}.}
식을 변형하면 다음과 같다.
{\displaystyle \left.y=\left(\sum _{i=1}^{m}{\frac {x_{i}}{\|x_{i}-y\|}}\right)\right/\left(\sum _{i=1}^{m}{\frac {1}{\|x_{i}-y\|}}\right),}
일반적으로 y 는 다음과 같은 벡터 u i 가 있는 경우에 기하 중앙값이다.
{\displaystyle 0=\sum _{i=1}^{m}u_{i}}
x i ≠ y 이면,
{\displaystyle u_{i}={\frac {x_{i}-y}{\left\|x_{i}-y\right\|}}}
x i = y 의 경우,
{\displaystyle \|u_{i}\|\leq 1.}
이는 다음 식과 동치이다.
{\displaystyle \sum _{1\leq i\leq m,x_{i}\neq y}{\frac {x_{i}-y}{\left\|x_{i}-y\right\|}}\leq \left|\{\,i\mid 1\leq i\leq m,x_{i}=y\,\}\right|.}

## 일반화
기하 중앙값은 리만 다양체에서 프레셰 평균의 정의에 사용되는 아이디어로 유클리드 공간에서 리만 다양체 (심지어 미터법 공간 까지도!)로 일반화될 수 있다.

## 같이 볼 문헌
- 메도이드
- 기하 중앙값 절대 편차

## 같이 보기
- 중앙값 절대 편차